# Walter Thirring
Walter E. Thirring (Viena, 29 de abril de 1927 − ibídem, 19 de agosto de 2014) fue un físico austriaco. 
Su padre, el físico Hans Thirring, fue codescubridor del efecto Lense-Thirring de arrastre de marcos de referencia en la Relatividad General. En 1949, a la edad de 22 años, Walter obtuvo el doctorado en física y en 1959 fue nombrado profesor de física teórica en la Universidad de Viena, donde dirigió la tesis doctoral de Peter Freund. De 1968 a 1971 Thirring fue director de la División de Teoría del CERN.

## Contribución a la física
Thirring se centró en la teoría cuántica de campos, llegando a desarrollar un modelo que describe las autointeracciones de un campo de Dirac en dos dimensiones, el Modelo Thirring.
Además del trabajo en la teoría cuántica de campos, Thirring dedicó su vida a la física matemática, escribiendo uno de los primeros libros de texto en electrodinámica cuántica, así como un curso de cuatro volúmenes en física matemática.
Escribió también Cosmic Impressions, Templeton Press, Filadelfia y Londres, 2007, libro en el que expresa sus sentimientos acerca de los recientes descubrimientos en cosmología; citado textualmente: 

En las últimas décadas, nuevos mundos se han desvelado que nuestros maestros no habrían ni siquiera soñado. El panorama de la evolución cósmica permite ahora una visión profunda del plano de la creación... El ser humano reconoce ahora este plano y entiende el idioma del Creador... Estos descubrimientos no enfrentan ciencia y religión, lo que hacen es glorificar el libro del Génesis dentro de la Biblia.

## Obras
- Walter Thirring (2010). Impresiones cósmicas. Las huellas de Dios en las leyes de la naturaleza. Libros del Zorzal. ISBN 9789875991309.
- – (2007). Cosmic Impressions: Traces of God in the Laws of Nature. Templeton Foundation Press. ISBN 9781599471150.
- – (2010). The Joy of Discovery: Great Encounters Along the Way. World Scientific. ISBN 9789814322966.
- – (2003). Classical Mathematical Physics: Dynamical Systems and Field Theories (3ª edición). Springer. ISBN 9780387406152.

## Premios recibidos
En 1969 recibió el Premio Schrödinger de la Academia Austríaca de Ciencias.
En 2000 recibió el Premio Henri Poincaré de la Asociación Internacional de Física Matemática.